# تپه پنج امام ۴
تپه پنج امام ۴ در شهرستان کرمانشاه، بخش کوزران، دهستان سنجابی، روستای چغاکبود واقع شده و این اثر در تاریخ ۲۶ اسفند ۱۳۸۶ با شمارهٔ ثبت ۲۱۷۹۰ به‌عنوان یکی از آثار ملی ایران به ثبت رسیده است.